# Berghof

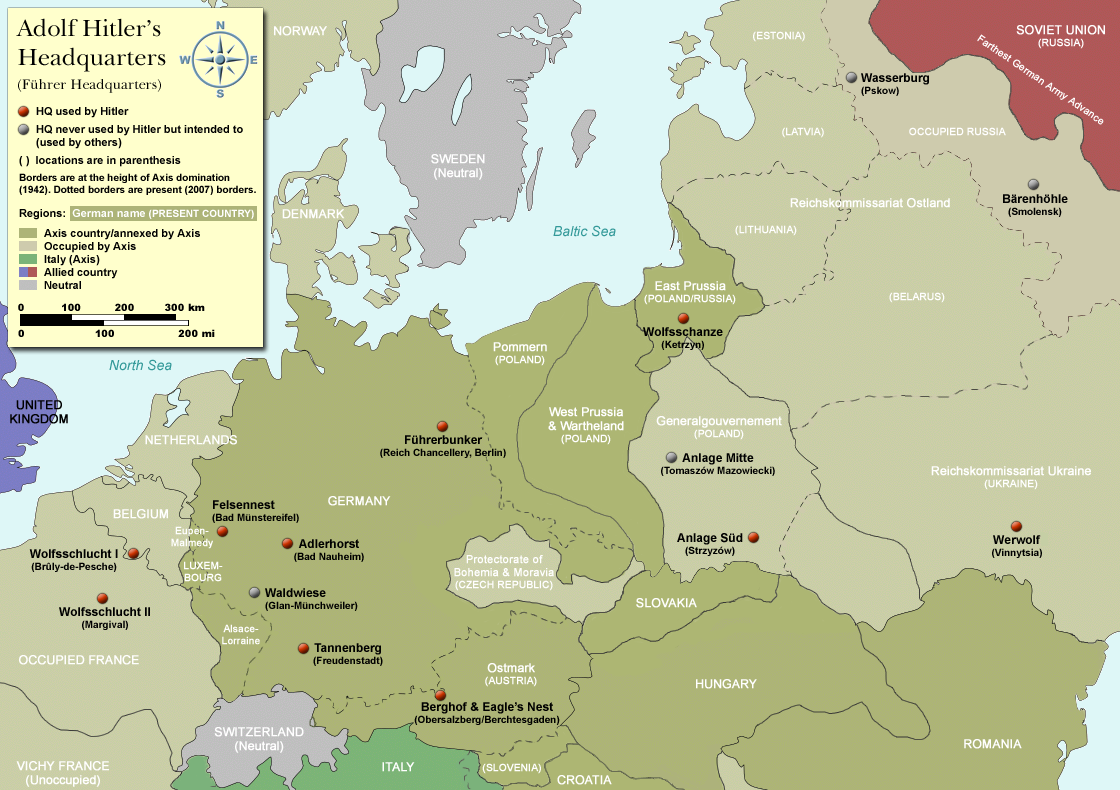
Lokalizacja Berghofu na tle innych kwater Hitlera (FHQ)

Berghof – w latach 1936–1945 dom i jednocześnie oficjalna rezydencja Adolfa Hitlera położona w Obersalzbergu w Alpach Salzburskich (według AVE w Alpach Berchtesgadeńskich) w pobliżu Berchtesgaden w Niemczech. Obok FHQ Wolfsschanze było to miejsce, w którym Hitler spędził najwięcej czasu w okresie II wojny światowej – łącznie 387 dni, mimo że Berghof nigdy nie był uznawany za kwaterę główną.

## Historia

### Początki Obersalzbergu

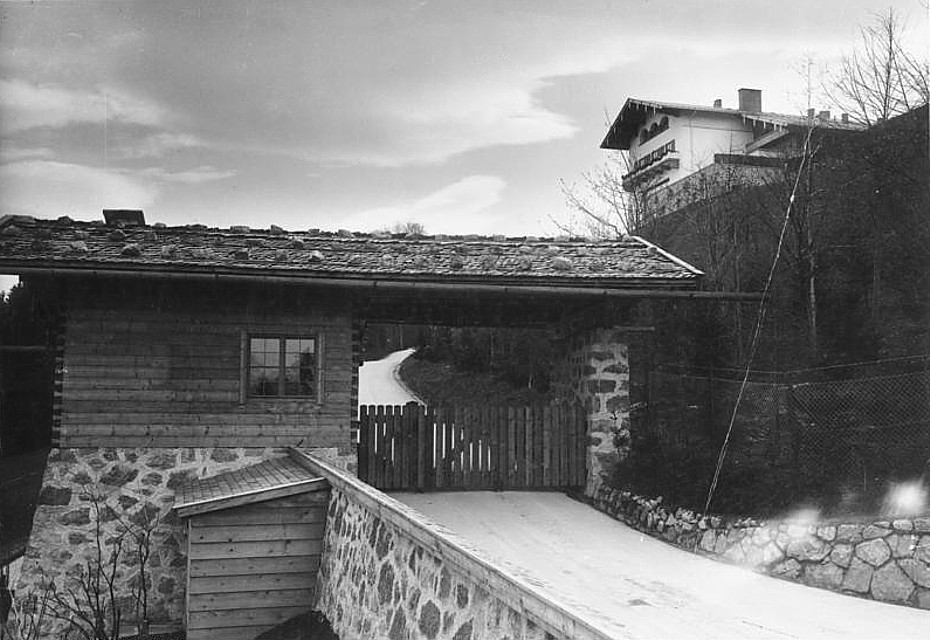
Główny wjazd do Berghofu, 1933

W 1877 Mauritia Mayer nabyła tereny wokół góry Kehlstein, a w jednym z ulokowanych tam majątków otworzyła luksusowy pensjonat „Moritz”. Wkrótce okolica stała się modna i zamożni, jak producent pianin z Berlina – Edwin Bechstein, syn Carla Bechsteina i radca handlowy z Buxtehude – Otto Winter, wykupili okoliczne gospodarstwa i wybudowali tam domy letniskowe.

### Haus Wachenfeld
Adolf Hitler przyjechał na Obersalzberg – za namową Dietricha Eckarta – jeszcze przed puczem monachijskim. Za pośrednictwem żony Edwina Bechsteina – Heleny, poznał radcę Wintera – właściciela domu letniskowego, nazwanego na cześć jego żony jej nazwiskiem panieńskim (Haus Wachenfeld).
Był to góralski, piętrowy dom letniskowy posadowiony na wysokim kamiennym fundamencie, wrzynającym się dłuższą ze ścian w zbocze Obersalzbergu. Piętro z poddaszem z zewnątrz odeskowane i otoczone wokół balkonem z balustradami, pokryte było dwuspadowym dachem z drewnianego gontu.
Zauroczony widokami Hitler w 1925 wynajął od Margarete Winter-Wachenfeld Haus Wachenfeld na nazwisko swojej przyrodniej siostry Angeli Raubal, od 1927 wynajmował na swoje nazwisko, a w końcu 1934 wykupił dom od spadkobierców Winter-Wachenfeld na własność. Zakup sfinansował z wpływów ze sprzedaży pierwszego wydania książki Mein Kampf („Moja walka”). Jeszcze w 1933, według projektu architekta Neymeyera z Monachium, do budynku dobudowano od strony doliny oszkloną werandę, a pod nią garaż przykryty tarasem widokowym, a wkrótce potem małe poprzeczne skrzydło z prawej strony domu.

### Berghof

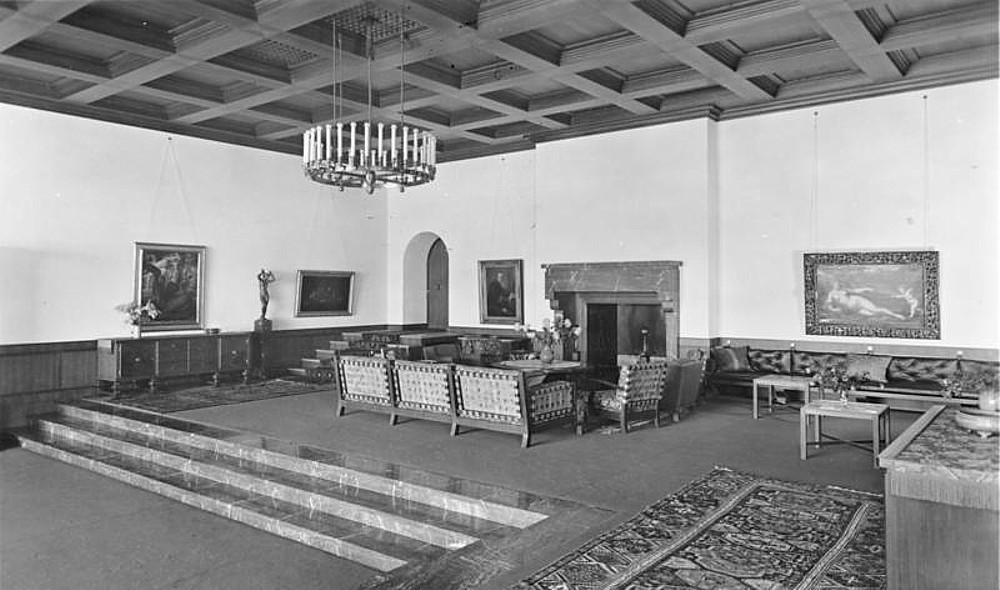
Wielki salon, 1936

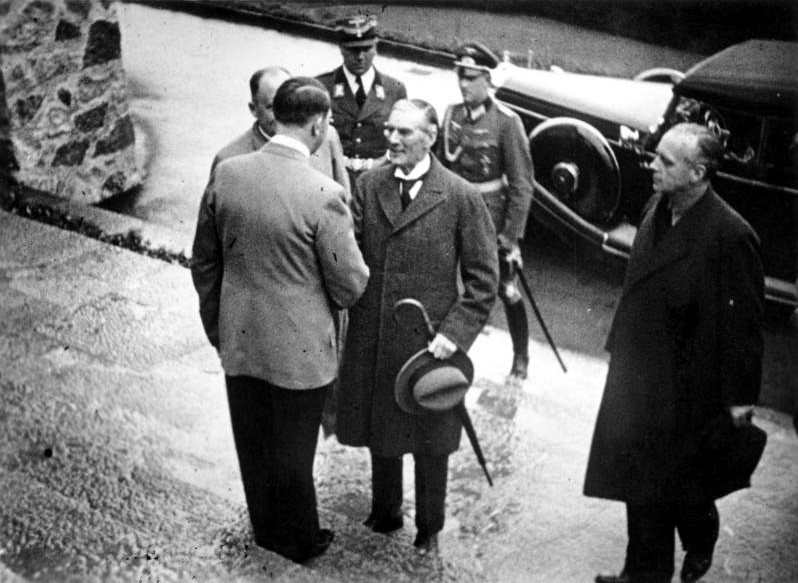
Adolf Hitler wita Premiera Wielkiej Brytanii, Neville’a Chamberlaina na stopniach Berghofu, 1938

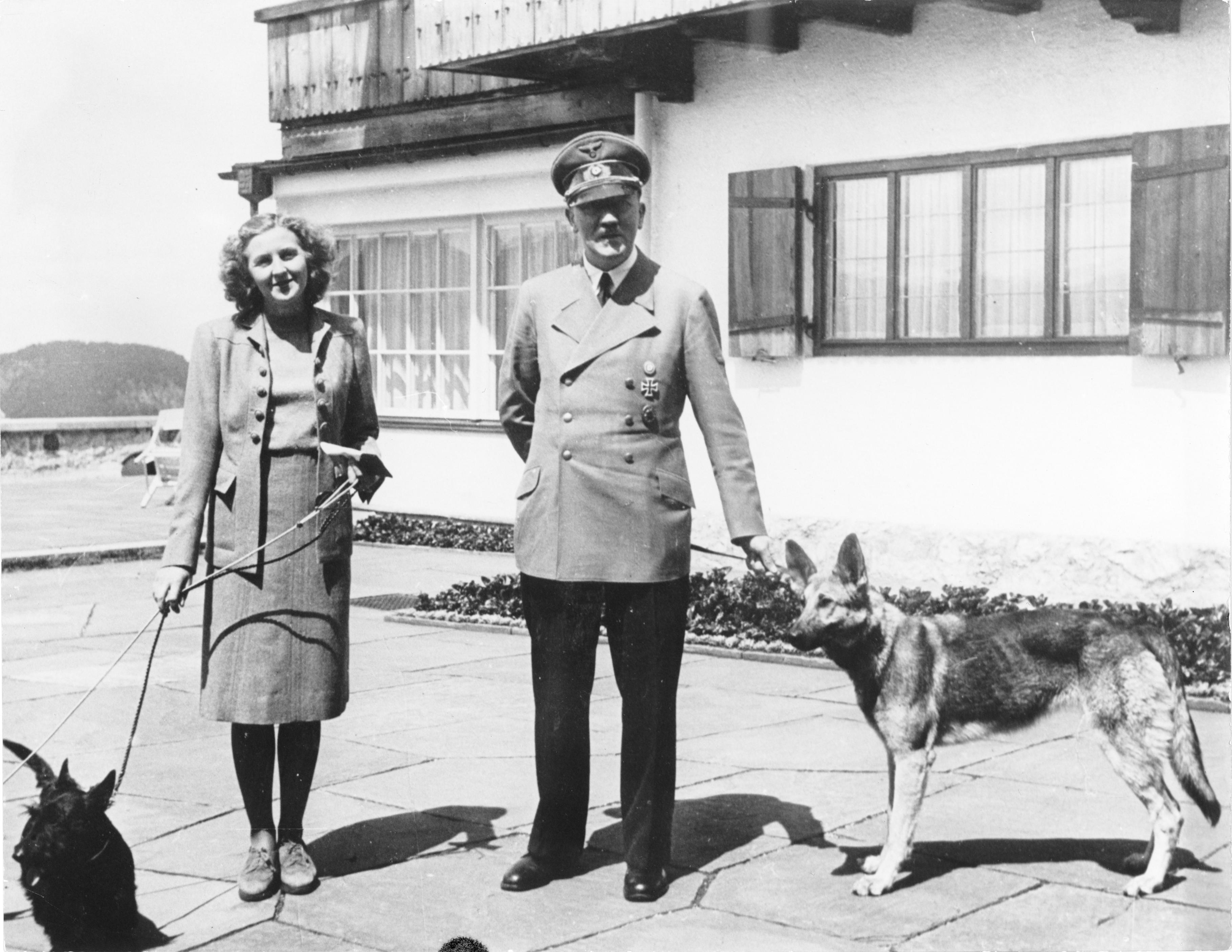
Eva Braun i Adolf Hitler ze swoimi psami, Berghof 1942

W 1936 rozpoczęto, finansowaną ze środków Fundacji Adolfa Hitlera (Adolf-Hitler-Spende der deutschen Wirtschaft), rozbudowę Haus Wachenfeld. Szkice zamierzenia, co miało również i swoje negatywne następstwa, wykonał osobiście Hitler, a opracował architekt Alois Degano z Gmund am Tegernsee. Rozbudowa polegała na:
- budowie od podstaw nowej trzykondygnacyjnej willi z ok. 30 izbami;
- budowie lub przebudowie długich dwukondygnacyjnych skrzydeł bocznych;

przy czym praktycznie nienaruszona została bryła starego budynku Wachenfeld, stając się boczną przybudówką nowej willi.
Z Berchtesgaden do Berghofu prowadziła kręta górska szosa zakończona ślepo garażem pod tarasem widokowym Haus Wachenfeld. Dalsza droga wiodła zewnętrznymi schodami do głównego wejścia, prowadzącego do centralnego punktu rezydencji – wielkiego salonu recepcyjnego zajmującego cały parter nowej willi. Zdobiło go ogromne okno szprosowe o wymiarach 9 na 3 metry, złożone z 90 mniejszych szyb i opuszczane do międzymurza.
Ponieważ obie wille (stara i nowa) były połączone przejściem wykutym w ścianie wielkiego salonu, stawał się on jednocześnie swego rodzaju „przedpokojem” całości. Sprawiało to utrudnienia dla mieszkańców i gości, ponieważ w trakcie oficjalnych uroczystości w salonie, nie mogli ani wchodzić do budynku, ani z niego wychodzić. Piętro przeznaczone było dla stałych mieszkańców. Sypialnie Hitlera i Evy Braun połączone były wspólną łazienką. Sekretarki, ordynansi, adiutanci i inni zatrudnieni w rezydencji zamieszkiwali w bocznych skrzydłach.
Berghof był bezpiecznym miejscem z racji tego, że do 1944 r. dzieliła go ogromna odległość od terenów znajdujących się pod kontrolą Aliantów. Niezależnie od tego skąd startowałby ewentualny bombowiec, miałby zbyt mało paliwa, by powrócić po dotarciu do celu. Mimo to po wybuchu II wojny światowej, pod obiektem na głębokości co najmniej 40 metrów pod powierzchnią gruntu, wydrążono 745 metrów kwadratowych sztolni i wnęk z przeznaczeniem na schron przeciwlotniczy. Rezydencję otaczał ogrodzony płotem i strzeżony teren o powierzchni 10 km² należący do NSDAP. Bezpośrednie sąsiedztwo Berghofu otaczała dodatkowa, wewnętrzna strefa zakazana.

### Zniszczenie

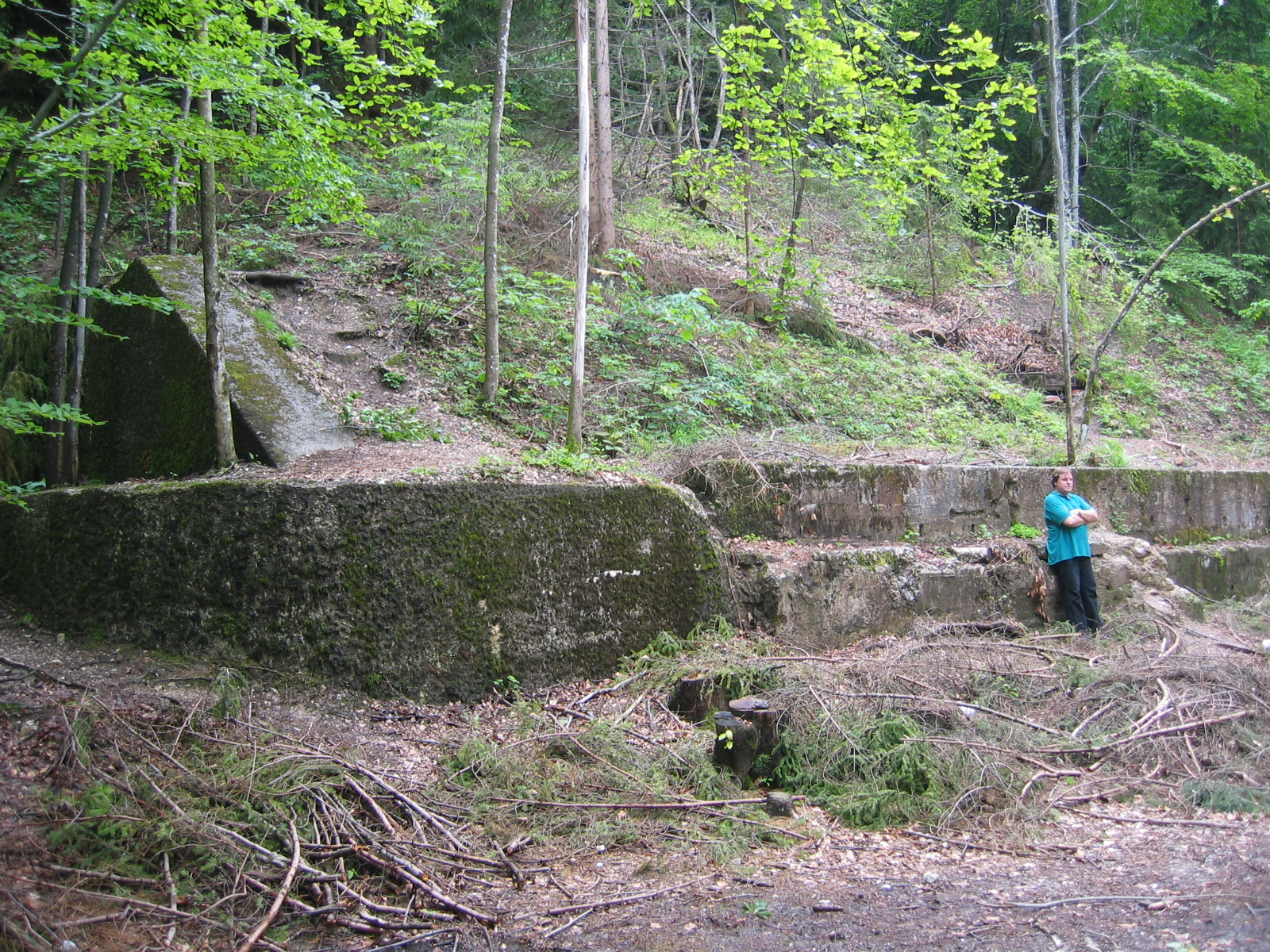
Ruiny rezydencji, 2005

Pasmo Obersalzbergu zostało zbombardowane przez aliantów 25 kwietnia 1945. Bombardowania dokonała formacja 255 bombowców RAF z licznym udziałem polskich lotników i polskich dywizjonów, m.in. 300 Dywizjon Bombowy Ziemi Mazowieckiej, Dywizjony Myśliwskie: 303 Kościuszkowski, 306 Toruński, 309 Ziemi Czerwieńskiej, 315 Dębliński i 316 Warszawski. Berghof został kilkukrotnie trafiony, w wyniku czego uległ poważnym uszkodzeniom, a większa część wnętrz uległa wypaleniu. Reszty dokonała okoliczna ludność, plądrując ruiny i rozległe podziemia wybudowane pod kompleksem jako schrony.
4 maja 1945 ruiny rezydencji zostały podpalone przez wycofujących się esesmanów. Kilka godzin później, jeszcze w czasie trwania pożaru, resztki domu Adolfa Hitlera zostały zajęte przez żołnierzy francuskiej 2 Dywizji Pancernej. Następnego dnia Francuzi wywiesili na Obersalzbergu swoją flagę narodową.
Zniszczony budynek przetrwał do 1952, w którym władze Bawarii nakazały wysadzenie jej w powietrze za pomocą dynamitu. Resztki pozostałe do dzisiaj to ukryte wśród zieleni fragmenty fundamentu garażu.

## Cytaty
„(...) Za przestronnym przejściem z półkolistym łukiem dawnego domu Wachenfeld, z zawieszonymi ciężkimi aksamitnymi portierami w kolorze bordo, znajdowały się szerokie drewniane schody wiodące do Wielkiej Sali. (...) Miała ona 200 metrów kwadratowych powierzchni i była bardzo wysoka. Podłoga wyłożona była welurem w kolorze poziomkowym, a trzy marmurowe schodki wiodły przed kominek, do znajdujących się tam miejsc do siedzenia. Stało tu niewiele mebli – tylko dwie wielkie szafy, siedzenia po prawej stronie okna, ogromny stół do obrad, globus i po lewej stronie stojący zegar, a poza tym pianino i liczne komódki. Jedna z wielkich szaf miała uchwyty w kształcie męskich głów. Zawierała ona dokumenty nadania obywatelstwa honorowego, starą broń i tym podobne. Druga szafa mieściła za szklanymi szybami stare zastawy z cyny. Wspaniałe gobeliny z pełnymi życia scenami myśliwskimi przykrywały otwory w ścianie, konieczne dla prowadzenia pokazów filmowych. (...) Największe wrażenie w Wielkiej Sali, z jej ciemnobrązowym kasetonowym stropem, robiło w ciągu dnia niezwykłe, jak na ówczesne warunki, duże okno, które można było otworzyć za pomocą korby; ukazywało wtedy majestatyczną górę Untersberg jakby w specjalnych ramach”...

## Inni mieszkańcy Obersalzbergu
W ślad za Hitlerem na Obersalzberg przybyli inni prominenci III Rzeszy. W możliwie bliskim sąsiedztwie Berghofu wybudowali swoje wille: Hermann Göring, Martin Bormann, Albert Speer.